# Olaus Magni
För andra betydelser, se Olaus Magni (olika betydelser).
Olaus Magni (Olof Magnusson). Född ca 1405 i Pikis, död den 24 februari 1460 i Åbo. Släkt på moderns sida till biskop Magnus II Tavast (Magnus Olai nepos). Son till Magnus Djäkn i Rungo. Biskop i Åbo stift 1450–1460. Innan dess curatus i Kyrkslätt 1428–1435 och domprost i Åbo åren 1436–1449. Biskop Magnus uppfostrade den unge pojken efter att dennes mor hade dött. Den mest lärde av Finlands medeltida biskopar.
Som biskopens fosterson fick Olof den bästa möjliga utbildningen på sin tid och chans till landets högsta poster. Han studerade i universitetet i Paris från 1425 och promoverades filosofie magister 1428 och teologie baccalaureus 1437. Vid sidan av doktorandstudierna verkade Olaus Magni som den tysk-engelska nationens lärare vid den filosofiska fakulteten, 1433–1436 var han tre gånger prokurator för nationen och ett år dess receptor (skattmästare). Han verkade som universitetets i Paris rektor från december 1435 till mars 1436 som representant för studentnationen. Som nationens representant deltog han även i konciliet i Basel 1437. Om hans studier vet man mest av de finländska studenternas under medeltiden.
Som domprost i Åbo var Olaus Magni biskop Magnus Olai (Tawast) assistent och förtrogne. I denna egenskap sändes han utomlands flera gånger, bl.a. till påven i Rom 1445, och 1449–1450, med sin företrädares avgångsbrev (Magnus Olai avgick under förutsättning att Olaus Magni skulle väljas till hans efterträdare). Nicolaus V godkände anhållan, och utnämnde Olaus Magni till biskop i Åbo, varefter denne vigdes till sitt ämbete i Rom.
Under biskop Olaus Magni återfick påven sitt inflytande i Åbo, vilket hade minskat under biskop Magnus ämbetsperiod. Olaus Magni fortsatte de många kyrkliga byggnadsprojekt som hans företrädare hade inlett i Åbo stift. Byggandet av stenkyrkor i Egentliga Finland och Nyland fortsatte, och i Åbo domkyrka fortsatte arbetet med att bygga om katedralen till en basilika.
Trots att han som domprost hade varit med om att grunda birgittinerklostret i Nådendal råkade han som biskop i konflikt med klostret, vilken drevs till sin spets i en tvist om utnämnandet av klostrets abbot och ledde till att biskop Olaus återtog rättigheterna till Masku församlings prebende.
Biskop Olaus deltog inte aktivt i rikspolitiken i Sverige, såsom hans företrädare hade gjort, men stödde Karl Knutsson (Bonde) i hans kamp mot Kristian I. Trots detta erkände han, liksom övriga stormän i Finland, Kristian som konung då han tagit makten i Sverige 1457. Uppenbarligen verkade Olaus Magni som ordförande för valförsamlingen i Åbo, men förhöll sig trots detta senare förbehållsamt till konung Kristian.
Olaus Magni överskuggas som biskop av sin företrädare Magnus Olai, trots sin lärdom, som inte tycks ha förlänat honom någon speciell auktoritet i Åbo. Han begravdes i Helga Lekamens kapell, det nuvarande Tavastkoret, bredvid Magnus Olai. Deras gravar utmärks numera av en gemensam gravvård.